# Pierre de La Garde
Pierre de La Garde (né le 10 février 1717 à Saintes et mort le 22 mars 1799 à Paris) était un compositeur et un chanteur français (baryton) appartenant au préclassicisme.
Pierre de La Garde fut maître de musique des petits-enfants de Louis XV (son titre était « Maître de musique des Enfants de France ») et, de 1750 à 1755, il fut chef d'orchestre en second à l'Opéra de Paris. En 1756, il devint « Compositeur de la chambre du roi ». Son œuvre qui eut le plus de succès fut sa pastorale héroïque Aeglé (1748) ; trois autres œuvres pour la scène sont également de sa main. En outre il écrivit des arias, des « Brunettes » avec accompagnement de harpe ou de guitare, ainsi que plusieurs cantates dans un style lyrique et des « Cantatilles » (cantates comiques). À ce type appartient la cantate « La Sonate ».
Son dossier de Pension du Roi aux Archives nationales (O/1/679) indique qu'il fut baptisé le 10 février 1717 dans la cathédrale Saint-Pierre de Saintes, élection de La Rochelle. 

## Œuvres (sélection)
- Nouveaux Airs Livre I (Paris, 1752), comprenant 15 airs à une et plusieurs voix et duos
- Nouveaux Airs Livre II (Paris, 1752), comprenant 17 airs à une et plusieurs voix et duos
- Nouveaux Airs Livre III (Paris, 1751), comprenant 12 airs à une et plusieurs voix et duos
- Quatrième Recueil (Paris, 1751), comprenant 10 airs à une et plusieurs voix et duos[4]
- La Toilette de Vénus et Léandre et Héro, 2 pièces lyriques, représentées le 25 février 1750 au « Théâtre des Petits Appartements »

## Discographie
- La Sonate, cantate, Dominique Visse, contre-ténor, Café Zimmermann. CD Alpha 2009